# Bertsch Holding
Die Bertsch Holding GmbH ist ein österreichisches Unternehmen, das in den Bereichen Energie-, Anlagen- und Nahrungsmitteltechnik tätig ist. Der Hauptsitz befindet sich in Bludenz, Vorarlberg. 
Das Unternehmen wurde 1925 vom Kupferschmiedemeister Josef Bertsch gegründet, beschäftigt an 20 Standorten 310 Mitarbeiter und hat einen Umsatz von 180 Millionen Euro (2019).

## Geschichte
Das Unternehmen wurde 1925 durch den Kupferschmiedemeister Josef Bertsch gegründet. 1931 wurde mit dem Apparatebau für die Getränke- und Lebensmittelindustrie begonnen und 1956 wurde der erste Dampfgenerator der Firma Bertsch erzeugt. 1959 übernahm Josef Bertsch das Unternehmen von seinem Vater. 
1965 wurden eine Verkaufsniederlassung in Wien und eine neue Produktionsstätte in Linz eröffnet.
Josef Bertsch wurde im Jahr 2000 von Hubert Bertsch als Alleininhaber in der dritten Generation abgelöst.
Ende März 2022 schloss nach 51 Jahren der Produktionsstandort des Krafwerksbauunternehmens Bertsch in Nüziders und dieser wurde von der Getzner Textil AG übernommen.
Ende November 2022 wurde bekannt, dass für einen Teil der Bertsch Holding, nämlich der Bertsch Energy GmbH & Co KG, im November beim zuständigen Landesgericht Feldkirch ein Antrag auf Eröffnung eines Insolvenzverfahrens eingebracht wurde.
Als Ursachen für die finanziellen Schwierigkeiten wurden von Seiten des Unternehmens unter anderem die Nachwirkungen der Pandemie, Lieferschwierigkeiten und allgemeine Teuerung angeführt. 
Am 20. Dezember wurde am Landesgericht Feldkirch auch ein Insolvenzantrag der Bertsch Service GmbH eingebracht. 
Am 29. Dezember wurde verlautbart, dass der deutsche Anlagenbauer Dieffenbacher den Bludenzer Betrieb Bertsch Energy GmbH & Co KG als Dieffenbacher Energy GmbH weiterführen und die etwa 150 Mitarbeiter übernehmen wird.

## Firmenaufbau
Die Bertsch Holding GmbH umfasst folgende Bereiche:
- BERTSCHfoodtec: Anlagen für die milchverarbeitende Lebensmittelindustrie
- BERTSCHlaska: Anlagen für die fleischverarbeitende Lebensmittelindustrie

## Auszeichnungen
- 1980 – Verleihung des österreichischen Staatswappens
- 2013 – Österreichischer Exportpreis-Sieger in der Kategorie „Industrie“